# Alexander Fuhr

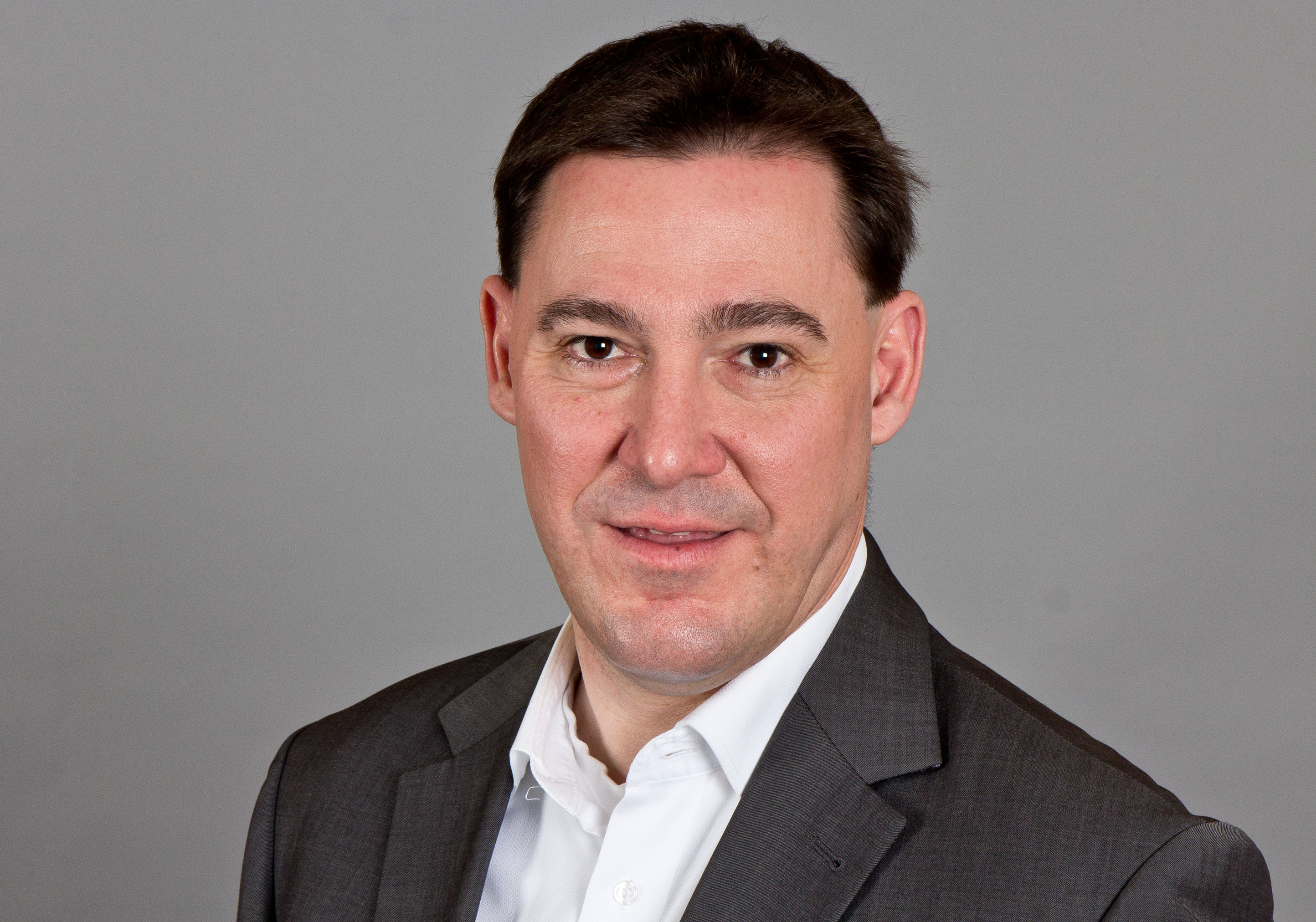
Alexander Fuhr (2014)

Alexander Fuhr (* 5. Januar 1969 in Dahn) ist ein deutscher Politiker (SPD).

## Ausbildung
Fuhr besuchte das Otfried-von-Weißenburg-Gymnasium Dahn, wo er 1988 die Abiturprüfung ablegte. Von 1990 bis 1996 studierte er in Freiburg (Breisgau) Geschichte, Deutsch und Philosophie.

## Politik
Fuhr trat 1987 der SPD bei und wurde 1994 Mitglied des Stadtrats Dahn. 1999 zog er in den Kreistag Südwestpfalz ein und wurde 2001 Vorsitzender der dortigen SPD-Fraktion. Seit 2001 ist Fuhr Mitglied des Landtages von Rheinland-Pfalz und seit 2006 stellvertretender Fraktionsvorsitzender. Seit 2002 gehört Fuhr als Beisitzer dem Vorstand der SPD Rheinland-Pfalz an. 2001 noch über die Landesliste ins Parlament eingezogen, konnte er sich bei den Wahlen 2006 und 2011 in seinem Wahlkreis Pirmasens-Land direkt durchsetzen. Bei der Wahl 2016 verlor er den Wahlkreis an Susanne Ganster (CDU), zog aber über die Landesliste wieder in den Landtag ein. Da wegen des kontinuierlichen Bevölkerungsrückgangs innerhalb der Region der Wahlkreis Pirmasens-Land zur Landtagswahl 2021 aufgelöst wurde, trat Fuhr im Wahlkreis Pirmasens an, unterlag jedoch im Kampf um das Direktmandat dem CDU-Kandidaten Christof Reichert. Dennoch gelang ihm abermals über die Landesliste der Einzug in den Landtag.
Bei der Kommunalwahl am 7. Juni 2009 wurde Fuhr im ersten Wahlgang mit 58,5 % zum ehrenamtlichen Stadtbürgermeister von Dahn gewählt, wobei er sich gegen Manfred Maus (CDU, 28,1 %), Roland Gappa (FDP, 12,0 %) und Sascha Wagner (NPD, 1,4 %) durchsetzte. Am 8. Juni 2014 wurde er in einer Stichwahl mit 50,71 % wiedergewählt; sein Vorsprung auf seinen Konkurrenten Holger Zwick von der CDU betrug 33 Stimmen. Bei der Kommunalwahl am 26. Mai 2019 trat er nicht erneut als Bürgermeisterkandidat an, bewarb sich aber erfolgreich für den Stadtrat von Dahn.